# Edgar Burcksen
Edgar Burcksen (* 13. Mai 1947 in Apeldoorn; † 7. April 2024 in Los Angeles, Kalifornien) war ein niederländischer Filmeditor, der ab den 1980er Jahren in den Vereinigten Staaten lebte.

## Leben
Edgar Burcksen war ab Anfang der 1970er Jahre in den Niederlanden als Filmeditor tätig. Für sein Schaffen wurde er 1985 mit dem Goldenen Kalb ausgezeichnet. Ab jenem Jahr wurde er in den USA tätig. Bei den Welterfolgen Jagd auf Roter Oktober und Stirb langsam 2 von 1990 wirkte er als Visual Effects Editor mit. Für den Schnitt der Pilotfolge der Abenteuer des jungen Indiana Jones wurde er 1992 mit einem Primetime Emmy ausgezeichnet. Er engagierte sich bei den American Cinema Editors und war auch am Cinema Editor Magazine beteiligt. Als Editor war er zuletzt an Heart Strings beteiligt, der 2024 veröffentlicht werden soll. Sein Schaffen umfasst mehr als 70 Produktionen für Film und Fernsehen, darunter auch diverse Dokumentationen.
Burcksen starb im Alter von 76 Jahren infolge eines Herzanfalls. Er hinterließ seine Ehefrau und zwei Kinder.

## Filmografie (Auswahl)
- 1979: Ich lieb‘ dich noch (Uit elkaar)
- 1981: Der Flug der Regenvögel (Een Vlucht Regenwulpen)
- 1985: Der Eissalon (De Ijssalon)
- 1992–1993: Die Abenteuer des jungen Indiana Jones (The Young Indiana Jones Chronicles, Fernsehserie, 10 Folgen)
- 1995: 500 Nationen – Geschichte der Indianer (500 Nations)
- 1997: Colors Straight Up (Dokumentarfilm)
- 1998: Kalmans Geheimnis (Left Luggage)
- 1999: Zwei Himmelsstürmer heben ab (Flyboy)
- 2000: Hallo, ich bin der Weihnachtsmann! (Santa Who?)
- 2001: Der Himmel von Hollywood (The Hollywood Sign)
- 2005: Purple Heart – Wer ist der wahre Feind? (Purple Heart)
- 2005: School of Life – Lehrer mit Herz (School of Life)
- 2006: Road House 2
- 2007: Darfur now
- 2014: Last Hijack
- 2016: 100 Years (Dokumentarfilm)
- 2023: Good Side of Bad